# Autographa tana
Autographa tana är en fjärilsart som beskrevs av Embrik Strand 1917. Autographa tana ingår i släktet Autographa och familjen nattflyn. Inga underarter finns listade i Catalogue of Life.